# Il vischio
Il vischio è una poesia di Giovanni Pascoli appartenente alla raccolta Primi poemetti, e pubblicato per la prima volta sulla rivista Vita Italiana il 16 marzo 1897.

## Analisi
Il poeta rivolgendosi alla sorella ricorda le giornate meravigliose dell'infanzia, quando tutto induceva a sperare in una rosea atmosfera di fiori. L'ape, uscita dai suoi alveari si affrettava a succhiare il fugace nettare dei fiori: faceva cioè come fa il poeta che con la sua poesia tenta di fermare l'illusione della vita.
E a poco a poco torna l'inverno preannunciato da nuvole e pioggia; spariscono fra la nebbia gli alberi con i loro colori e l'orto mostra solo il verde delle foglie. È la caduta delle illusioni.
Mentre però gli alberi vivono sempre anche quando subiscono radicali trasformazioni, cioè perdono tutti i fiori, molti dei quali trasformati in frutti, la pianta aggredita dal vischio non ha né frutti né fiori e quindi non può avere alcun timore di perderli.
Quest'albero attaccato dal vischio è divenuto irriconoscibile: il verde dell'albero si è confuso con il giallo delle foglie del vischio; non ha né petali fioriti né caduti, né frutti ricchi di polline perché ospita inconsapevolmente le radici del vischio che lo fanno morire.
Il vischio, infatti, inserendosi tra le fibre dell'albero ha trasformato la sua linfa in poltiglia velenosa e mentre l'albero non sente più palpitare la nuova vita dei suoi germogli vede invece spuntare le bacche del vischio pallide come perle lattiginose.
Ormai il vischio ha succhiato la vita dell'albero che lo ospita ed è più forte di lui. L'albero non è più lui, vive per il suo parassita, cioè per il vischio che gli dà la morte.

## Composizione
Il metro utilizzato è fatto di terzine dantesche a rime incatenate (schema: ABA, BCB, ecc.). Lo spunto della composizione fu la vista di un pero morente nell'orto di casa nel febbraio 1897, nel quale il poeta si immedesimò, sentendosi depredato della propria linfa vitale da parte degli uomini, come testimoniato dalla sorella Mariù:
(Maria Pascoli, Lungo la vita di Giovanni Pascoli, parte terza, capitolo I )